# Permanence téléphonique
 (mai 2009).
Si vous disposez d'ouvrages ou d'articles de référence ou si vous connaissez des sites web de qualité traitant du thème abordé ici, merci de compléter l'article en donnant les références utiles à sa vérifiabilité et en les liant à la section « Notes et références ».
La permanence téléphonique est un service de téléphonie destinée à gérer les appels téléphoniques, et plus particulièrement les appels entrants. Ce service a pour objectif de traiter rapidement les appels en fonction de consignes spécifiques afin d'optimiser la relation client :
- renseigner les appelants
- qualifier l’appel
- gérer les messages et les agendas
- transférer l’appel vers le collaborateur concerné...
- traiter les appels en fonction de procédures d'escalade managériales, notamment en situation de crise.

## Historique
Les permanences téléphoniques Answering Services  sont nées aux Etats-Unis dans les années 50 avec l'arrivée des ACD (Automatic Call Distributor) ; elles ont progressivement remplacé les "Dames du téléphone" qui assuraient jusque-là manuellement la connexion entre les abonnés.
Une partie des opératrices ont été conservées pour gérer les "Abonnés Absents". Ce service minimaliste permettait juste de donner une information à l'abonné absent sur les personnes ayant tenté de le joindre. "Vous avez reçu un appel de...", information transmise sans prise de message. Ces services étaient assurés jusque-là par l'opérateur téléphonique historique Bell System puis AT&T.
Leur vraie naissance viendra dans les années 70 à l'initiative d'entreprises privées réparties dans tous les États-Unis. Ces petits centres d'appels comptaient rarement  plus de 200 clients car interconnectées à un seul central électromécanique. Au début des années 80 les Telephone Answering Services représentaient un marché de plus de 500 M$ et plus d'un millier d'acteurs.
En France en 1975 les PTT ont abandonné le service des " Abonnés Absents" et, avec l'émergence des répondeurs téléphoniques, l'histoire aurait pu s'arrêter là. Mais à la fin de l'année 1980, à l'initiative de deux Toulousains, Gilles MERCIE et Yvan BECERRIL, avec le concours indispensable des PTT en la personne de M. Alain BERNARD   alors ingénieur à la DAII (Direction des Affaires Industrielles et Internationales), et de M. Le CHEVILLIER, administrateur à la Direction Générale des Télécommunications, la première permanence téléphonique CONTACTEL allait voir le jour grâce à la mise en place des nouveaux services de la communication électronique (Dépêche AFP 13 février 1981),. "Etude de l'impact et du potentiel de pénétration du renvoi-temporaire chez les professionnels réalisée pour le compte de la Direction Régionale des Télécom en mars 81."
Le nouveau service du renvoi temporaire (permettant de renvoyer sa ligne téléphonique vers un autre numéro de téléphone) a été expérimenté de décembre 1980 à mai 1982. Pendant tout ce temps les clients de CONTACTEL ont bénéficié gratuitement de ce nouveau service.
L'ouverture au grand public fut décidée en Juin/Juillet 1982 et concrétisée (au mois de Septembre 1982) par l'envoi d'un mailing aux abonnés reliés à un central électronique.
À partir de là le marché des permanences s'est ouvert, d'abord à l'initiative de femmes de médecins et de médecins se regroupant pour partager leur secrétariat, puis à des entrepreneurs de tous horizons.
Au départ, les télé-secrétaires accueillaient les appels, puis notaient les rendez-vous sur un agenda papier, avant de les communiquer aux médecins. Quelques années plus tard, l'apparition de la micro-informatique et du minitel permet la mise en place de logiciels de gestion d'agenda permettant aux médecins de consulter leurs agendas à distance. L'arrivée d’internet simplifie encore ce système, en le rendant beaucoup plus interactif.
Le télé-secrétariat s'est ensuite beaucoup répandu, d'abord dans le domaine médical puis auprès des artisans, des professions libérales, des TPE et PME souhaitant avoir, en leur absence, un accueil téléphonique humain et personnalisé à la place d'un simple répondeur téléphonique… la permanence téléphonique était lancée.

## Évolutions de la Permanence Téléphonique
Au fil des décennies, la permanence téléphonique a évolué de manière significative, s'adaptant aux avancées technologiques et aux besoins changeants des entreprises et des clients. Voici un aperçu des principales évolutions dans ce domaine :
1. Numérisation et Automatisation : Avec l'avènement des technologies numériques, la permanence téléphonique a progressivement abandonné les systèmes manuels au profit de solutions automatisées. Les répondeurs téléphoniques traditionnels ont été remplacés par des systèmes plus sophistiqués de gestion des appels, tels que les réseaux téléphoniques informatisés (CTI) et les logiciels de réponse vocale interactive (IVR). Cela a permis une gestion plus rapide et efficace des appels, ainsi qu'une meilleure personnalisation des réponses.
2. Intégration des Nouvelles Technologies : L'intégration des nouvelles technologies, telles que l'internet et les communications mobiles, a révolutionné la manière dont les permanences téléphoniques fonctionnent. Les télé-secrétaires peuvent désormais accéder aux systèmes de gestion d'appels à distance, ce qui leur permet de travailler de manière plus flexible et de répondre aux appels de n'importe où. De plus, l'utilisation de logiciels cloud-based a simplifié la gestion des données et des agendas, offrant une plus grande accessibilité et une meilleure collaboration entre les acteurs impliqués.
3. Personnalisation et Expérience Client : Les attentes des clients en matière de service client ont considérablement évolué. Aujourd'hui, les entreprises cherchent à offrir une expérience client personnalisée et de haute qualité, même lorsqu'il s'agit de services externalisés comme la permanence téléphonique. Les télé-secrétaires sont formés pour fournir un accueil chaleureux et professionnel, et les systèmes sont configurés pour répondre aux besoins spécifiques de chaque client. Cela inclut la prise de rendez-vous, la gestion des messages et des agendas, ainsi que la redirection des appels vers les bons interlocuteurs de manière efficace.
4. Intelligence Artificielle et Chatbots : L'émergence de l'intelligence artificielle (IA) a également eu un impact sur la permanence téléphonique. Les chatbots et les assistants virtuels sont de plus en plus utilisés pour gérer les interactions basiques avec les clients, comme la prise de rendez-vous ou la fourniture d'informations générales. Cela libère du temps pour les télé-secrétaires afin qu'ils puissent se concentrer sur des tâches plus complexes et à plus forte valeur ajoutée, tout en assurant une disponibilité 24/7 pour les clients.
5. Sécurité et Confidentialité des Données : Avec l'accent mis sur la protection des données personnelles et la conformité aux réglementations telles que le RGPD, les entreprises de permanence téléphonique ont dû renforcer leurs mesures de sécurité et de confidentialité des données. Cela comprend l'utilisation de systèmes sécurisés pour le stockage et le traitement des informations des clients, ainsi que la formation du personnel sur les bonnes pratiques en matière de sécurité informatique et de confidentialité.

En conclusion, la permanence téléphonique a parcouru un long chemin depuis ses débuts, passant d'un service manuel de gestion des appels à une solution technologiquement avancée offrant une expérience client hautement personnalisée et sécurisée. Avec les progrès continus dans le domaine des technologies de communication, on peut s'attendre à ce que la permanence téléphonique continue à évoluer pour répondre aux besoins changeants des entreprises et des clients dans le futur.

## Les principaux outils de la permanence téléphonique
Les nouvelles technologies sont des outils indispensables afin de travailler tout en efficacité et en productivité.
Mener à bien son activité de permanence téléphonique passe par deux éléments : un système de gestion d'appels (standard téléphonique) performant et un logiciel permettant de traiter et de partager à ses clients les données émises lors de la prise d'appel. Les outils les plus performants permettront de faire du CTI, ce qui aura pour effet d’accroître considérablement la productivité de la permanence téléphonique.
Les activités de la permanence téléphonique sont diverses et variées : prise de rendez-vous et de messages pour des professions libérales (professionnels de santé, avocats...), pour des PME ou encore pour des grandes entreprises nécessiteuses de sous-traiter en externe leur standard téléphonique.